# Uoldeàb Uoldemariàm
Uoldeàb Uoldemariàm (Adi Zarna, 27 aprile 1905 – Asmara, 15 maggio 1995) è stato un politico e giornalista eritreo.
Fu tra i primissimi sostenitori dell'indipendenza eritrea, tanto da essere considerato fra i "padri" dello stesso paese, assieme a figure come Ibrahim Sultan Ali (con cui collaborò attivamente).
Di religione evangelica, lavorò per conto delle missioni svedesi come insegnante. Svolse la sua missione educativa in diversi luoghi, entrando in contatto col popolo Cunama, per stabilirsi infine ad Asmara, dove lavorò alla diffusione del Tigrigna, scrivendo testi didattici e dirigendo un giornale nella stessa lingua.
Dopo l'occupazione britannica nel 1941 si schierò apertamente contro l'ipotesi, poi realizzata, di un'unione politica fra l'Eritrea e l'Etiopia. Mantenne la medesima posizione anche dopo l'istituzione della federazione nel 1951, subendo numerosi tentativi di omicidio, ma continuando a sostenere l'indipendentismo tramite le organizzazioni di massa: fu il fondatore della Confederazione dei lavoratori eritrei, primo sindacato del paese.
Sostenne sempre posizioni patriottiche, invitando i connazionali a superare le divisioni etnico-religiose fra cristiani e musulmani, guardando alla comune appartenenza al popolo eritreo. Aderì quindi al Partito per la Libertà ed il Progresso che, con la Lega Musulmana ed il Partito "Nuova Eritrea", costituirono il blocco indipendentista (Blocco indipendenza). Nella sua attività costruì un sodalizio politico ed umano con Vincenzo Di Meglio, leader della comunità italo-eritrea ed anche lui convinto sostenitore dell'indipendenza. Per conto delle Nazioni Unite curò, tra l'altro, la traduzione dall'italiano al tigrino ed all'inglese della prima Costituzione eritrea.
Nel 1953 subì un ennesimo attentato dagli shifta che gli costò cinque mesi di ricovero ospedaliero, durante quel periodo fu anche rieletto componente dell'Assemblea Nazionale Eritrea, ma la sua elezione fu annullata dal governatore filo-etiope Tedlà Bairù. Immediatamente dopo fu costretto all'esilio in Egitto, dove partecipò alla fondazione del Fronte di Liberazione Eritreo.
Durante la Guerra di indipendenza eritrea non riuscì ad esercitare un ruolo politico o militare di particolare rilievo e rientrò in Patria solo nel 1987 con l'avanzata delle forze del Fronte di Liberazione del Popolo Eritreo, riunendosi, alla fine della guerra, con la sua famiglia ad Asmara.
| Controllo di autorità | VIAF (EN) 288558826 · ISNI (EN) 0000 0000 3990 9132 · LCCN (EN) n2006029640 · GND (DE) 1139777947 · J9U (EN, HE) 987012672555605171 |